# Громадзькі (герб)
Громадзькі (Громадські, Лебідь відмінний I, пол. Gromadzki, Łabędź Odmienny I) — шляхетський герб з нобілітації, відміна герба Лебідь.

## Опис герба
У синьому полі срібний лебідь, що ступає. Намет синій, підбитий сріблом.

## Найбільш ранні згадки
Наданий Павлові Громадському 9 листопада 1550 року.

## Роди
Громадські (пол. Gromadzki).